# Campeonato Mundial de Atletismo de 2005 - Heptatlo feminino
O heptatlo feminino no Campeonato Mundial de Atletismo de 2005 foi realizada no Estádio Olímpico, em Helsinque, na Finlândia, nos dias 6 e 7 de agosto de 2005.

## Recordes
Antes desta competição, os recordes mundiais e do campeonato nesta prova eram os seguintes:
| Tipo                  | Atleta               | Pontos | Local | Data                   |
| --------------------- | -------------------- | ------ | ----- | ---------------------- |
|                       | Jackie Joyner-Kersee | 7291   | Seul  | 24 de setembro de 1988 |
| Recorde do campeonato | Jackie Joyner-Kersee | 7128   | Roma  | 1 de setembro de 1987  |

## Medalhistas
| Ouro                 | Prata               | Bronze                 |
| Carolina Klüft (SWE) | Eunice Barber (FRA) | Margaret Simpson (GHA) |

## Calendário
Todos os horários estão no horário local (UTC+2)
| Data        | Hora  | Evento                   |
| ----------- | ----- | ------------------------ |
| 6 de agosto | 10:10 | 100 metros com barreiras |
| 6 de agosto | 11:21 | Salto em altura          |
| 6 de agosto | 14:28 | Arremesso de peso        |
| 6 de agosto | 19:25 | 200 metros               |
| 7 de agosto | 12:06 | Salto em distância       |
| 7 de agosto | 14:04 | Lançamento de dardo      |
| 7 de agosto | 20:18 | 800 metros               |

## Classificação final
A classificação final foi a seguinte.
| Colocação         | Atleta                | Nacionalidade        | Total | 100 m C/B        | SA        | AP        | 200 m      | SD        | LD        | 800 m       |
| ----------------- | --------------------- | -------------------- | ----- | ---------------- | --------- | --------- | ---------- | --------- | --------- | ----------- |
| Medalha de ouro   | Carolina Klüft        | Suécia               | 6887  | 1096 pts 13.19 s | 1003 1.82 | 862 15.02 | 1010 23.70 | 1129 6.87 | 806 47.20 | 981 2:08.89 |
| Medalha de prata  | Eunice Barber         | França               | 6824  | 1133 pts 12.94 s | 1119 1.91 | 741 13.20 | 980 24.01  | 1089 6.75 | 826 48.24 | 936 2:11.94 |
| Medalha de bronze | Margaret Simpson      | Gana                 | 6375  | 1043 pts 13.55 s | 966 1.79  | 749 13.33 | 892 24.94  | 877 6.09  | 984 56.36 | 864 2:17.02 |
| 4                 | Austra Skujytė        | Lituânia             | 6360  | 947 pts 14.22 s  | 1003 1.82 | 969 16.61 | 859 25.31  | 887 6.12  | 837 48.82 | 858 2:17.48 |
| 5                 | Kelly Sotherton       | Grã-Bretanha         | 6325  | 1075 pts 13.33 s | 1003 1.82 | 753 13.38 | 986 23.94  | 978 6.41  | 535 33.09 | 995 2:07.96 |
| 6                 | Marie Collonvillé     | França               | 6248  | 1017 pts 13.73 s | 1041 1.85 | 685 12.36 | 847 25.44  | 943 6.30  | 776 45.65 | 939 2:11.74 |
| 7                 | Naide Gomes           | Portugal             | 6189  | 995 pts 13.88 s  | 966 1.79  | 794 14.00 | 870 25.18  | 997 6.47  | 693 41.36 | 874 2:16.31 |
| 8                 | Karin Ruckstuhl       | Países Baixos        | 6174  | 1053 pts 13.48 s | 966 1.79  | 740 13.19 | 918 24.66  | 1014 6.52 | 607 36.84 | 876 2:16.17 |
| 9                 | Nataliya Dobrynska    | Ucrânia              | 6144  | 976 pts 14.02 s  | 1041 1.85 | 874 15.20 | 806 25.90  | 843 5.98  | 754 44.51 | 850 2:18.05 |
| 10                | Sonja Kesselschläger  | Alemanha             | 6113  | 981 pts 13.98 s  | 966 1.79  | 797 14.04 | 814 25.81  | 899 6.16  | 781 45.93 | 875 2:16.23 |
| 11                | Jessica Zelinka       | Canadá               | 6097  | 1047 pts 13.52 s | 855 1.70  | 770 13.64 | 968 24.13  | 795 5.82  | 714 42.42 | 948 2:11.15 |
| 12                | Hyleas Fountain       | Estados Unidos       | 6055  | 1036 pts 13.60 s | 966 1.79  | 658 11.95 | 924 24.60  | 1007 6.50 | 681 40.70 | 783 2:22.98 |
| 13                | Lilly Schwarzkopf     | Alemanha             | 5993  | 985 pts 13.95 s  | 928 1.76  | 727 12.99 | 825 25.68  | 810 5.87  | 786 46.19 | 932 2:12.24 |
| 14                | Irina Naumenko        | Cazaquistão          | 5991  | 968 pts 14.07 s  | 928 1.76  | 777 13.74 | 865 25.24  | 896 6.15  | 654 39.30 | 903 2:14.27 |
| 15                | Kylie Wheeler         | Austrália            | 5919  | 934 pts 14.32 s  | 928 1.76  | 725 12.96 | 876 25.12  | 905 6.18  | 620 37.53 | 931 2:12.33 |
| 16                | Virginia Johnson      | Estados Unidos       | 5911  | 1058 pts 13.45 s | 855 1.70  | 695 12.51 | 963 24.19  | 825 5.92  | 632 38.14 | 883 2:15.69 |
| 17                | Aryiro Strataki       | Grécia               | 5884  | 984 pts 13.96 s  | 891 1.73  | 731 13.05 | 836 25.56  | 828 5.93  | 746 44.10 | 868 2:16.77 |
| 18                | Simone Oberer         | Suíça                | 5882  | 1011 pts 13.77 s | 1003 1.82 | 658 11.96 | 840 25.52  | 846 5.99  | 617 37.39 | 907 2:14.02 |
| 19                | Magdalena Szczepańska | Polónia              | 5880  | 947 pts 14.22 s  | 891 1.73  | 797 14.04 | 801 25.96  | 759 5.70  | 801 46.96 | 884 2:15.61 |
| 20                | Yuki Nakata           | Japão                | 5735  | 980 pts 13.99 s  | 855 1.70  | 597 11.03 | 834 25.58  | 868 6.06  | 757 44.69 | 844 2:18.52 |
|                   | Karin Ertl            | Alemanha             | DNF   | 1001 pts 13.84 s | 891 1.73  | 759 13.48 | 884 25.03  | 750 5.67  |           |             |
|                   | Janice Josephs        | África do Sul        | DNF   | 1041 pts 13.56 s | 712 1.58  | 665 12.06 | 963 24.19  | 816 5.89  |           |             |
|                   | Yuliya Akulenko       | Ucrânia              | DNF   | 920 pts 14.42 s  | 783 1.64  | 782 13.82 | 850 25.41  |           |           |             |
|                   | Juana Castillo        | República Dominicana | DNF   | 936 pts 14.30 s  | 818 1.67  | 733 13.09 | 745 26.61  |           |           |             |
|                   | Laurien Hoos          | Países Baixos        | DNF   | 1026 pts 13.67 s | 855 1.70  |           |            |           |           |             |
|                   | Tatsiana Alisevich    | Bielorrússia         | DNF   | 909 pts 14.50 s  |           |           |            |           |           |             |
|                   | Tiia Hautala          | Finlândia            | DNS   |                  |           |           |            |           |           |             |

Legenda
| Recorde mundial       | Recorde mundial (World record)               |                       | Recorde africano                      | Recorde africano (African) |                                           | Q | Classificado por posição (Qualified) |
| Recorde do campeonato | Recorde do campeonato (Championship record)  | Recorde da América    | Recorde da América (Americas)         | q                          | Classificado por melhor tempo (Qualified) |   |                                      |
| Melhor marca do ano   | Melhor marca do ano (World leading)          | Recorde asiático      | Recorde asiático (Asian)              | DNS                        | Não largou (Did not start)                |   |                                      |
| Recorde nacional      | Recorde nacional (National record)           | Recorde europeu       | Recorde europeu (European)            | DNF                        | Não terminou (Did not finish)             |   |                                      |
| Recorde pessoal       | Recorde pessoal do atleta (Personal best)    | Recorde da Oceania    | Recorde da Oceania (Oceania)          | DSQ / DQ                   | Desclassificado (Disqualified)            |   |                                      |
| Recorde da temporada  | Recorde da temporada do atleta (Season best) | Recorde sul-americano | Recorde sul-americano (South America) | NM                         | Sem marca (No mark)                       |   |                                      |